# Nagato (Yamaguchi)
Nagato (長門市; -shi) er en by beliggende i Yamaguchi, Japan.
Byen har 23.356 indbyggere og befolkningstæthededn er 153,25 personer per km². Den totale areal er 152,40 km².
Byen blev grundlagt den 31. marts 1954.
- Wikimedia Commons har flere filer relateret til Nagato (Yamaguchi)

34°22′14″N 131°10′57″Ø / 34.37053°N 131.18256°Ø